# Keule (Jongliergerät)

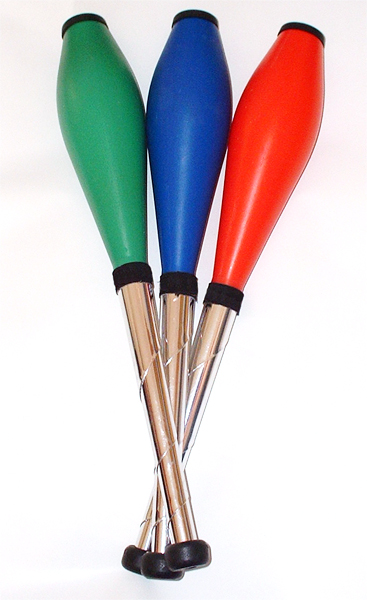
Bunte Jonglierkeulen

Die Keule gehört neben Ball und Ring zu den klassischen Jongliergeräten. Typischerweise wird eine Jonglierkeule am Griff gefangen und zur Wurfjonglage benutzt, seit dem späten 20. Jahrhundert beschäftigen sich zahlreiche Jongleure auch mit anderen Techniken und erkunden jede Möglichkeit, Keulen zu manipulieren. So entwickeln sich auch zunehmend Formen der Kontaktjonglage mit Keulen.
Von den physikalischen Eigenschaften sind Fackeln und Jongliermesser sehr ähnlich. Tricks, bei denen Keulen nur am Griff gefangen werden, sind in der Regel auch mit diesen Geräten möglich. Sie werden daher vor allem von Straßenkünstlern oft genutzt, da sie auch ohne herausragende Fähigkeiten einen großen Eindruck beim Publikum erzielen.

## Keulenformen
Jede Jonglierkeule hat ein dünnes und ein dickes Ende, den Griff und den Korpus. Jenseits des Griffs wird die Keule noch einmal dicker; für diesen Kopf wird unter Jongleuren meist der englische Begriff knob benutzt. Auch für das Ende der Keule auf der Korpusseite wird der englische Begriff verwendet: top. Keulen sind meist etwa 50 cm lang, der Durchmesser des Korpus liegt zwischen 5 und 10 cm. Mehrteilige Keulen haben im Übergang zwischen Griff und Korpus einen Klebestreifen, außerdem ist oft der Rand des Tops durch einen weiteren Streifen geschützt.

### Frühe Keulen
Bis weit ins 20. Jahrhundert unterschieden sich Jonglierkeulen kaum von den heute noch in der Rhythmischen Sportgymnastik verwendeten Keulen. Sie waren aus massivem Holz und wurden in vielen Fällen von den Künstlern selbst hergestellt. Diese Keulen waren schwer, und das Fangen hoher Würfe recht schmerzhaft, außerdem waren gebrochene Keulen kaum zu reparieren.

### Moderne Keulen
Heutzutage gibt es zahllose Hobby-Jongleure und eine entsprechende Nachfrage nach Jonglierkeulen, so dass verschiedene Hersteller Produkte anbieten. Die preiswertesten Keulen sind hohle, einteilige Plastikkeulen. Sie sind sehr leicht und auch für Anfänger nur bedingt zu empfehlen, da nur wenige Jongleure Spaß daran finden, mit ihnen zu jonglieren. Neben dem Preis spricht für diese Keulen, dass sie nahezu unzerstörbar und wasserfest sind.
Hochwertige Keulen bestehen heute aus mindestens zwei hohlen Plastikteilen für Griff und Korpus, die auf einen zentralen Stab gesteckt werden. Die Stäbe sind fast ausschließlich aus Holz, die Firma Play aus Italien hat Anfang des 21. Jahrhunderts eine Jonglierkeule mit Plastikstab auf den Markt gebracht.
Korpusende und Knob moderner Jonglierkeulen bestehen aus stoßdämpfenden Materialien wie Gummi, um die Lebensdauer des Stabes zu erhöhen. Bricht dieser doch einmal, kann er mit unterschiedlich hohem Aufwand bei allen Keulen ersetzt werden. Griff und Korpus sind in der Regel deutlich langlebiger als der Stab.
Die aufwändigsten Keulen haben statt eines harten Plastikrohres als Griff einen aus Plastik- oder Textilband gewickelten Griff, der noch einmal weicher als ein einteiliger Plastikgriff ist und so das Fangen noch komfortabler macht.

### Andere Formen
Neben der klassischen Korpusform, die den größten Durchmesser bei etwa 3/4 der Keulenlänge hat und sich zur Keulenmitte und zum Ende hin verjüngt, haben einige Hersteller mit alternativen Formen experimentiert, die zum Teil einige begeisterte Anhänger, aber doch nur geringe Verbreitung fanden. Zu solchen Formen gehören die tropfenförmigen Fathead-Keulen vom amerikanischen Hersteller Renegade oder die radical fish, deren besonderes Merkmal eine Verdickung in der Mitte eines sonst schlanken Korpus ist.

### Dekoration
Jonglierkeulen werden in allen denkbaren Farbkombinationen hergestellt. Bei Keulen mit buntem Korpus sind vollständig weiße Jonglierkeulen die mit Abstand häufigste Variante. Derartige einfarbige, vor allem aber die weißen Keulen, sind als Trainingskeulen bekannt. Darüber hinaus benutzen viele Jongleure Keulen mit andersfarbigem Dekor, welches auf den Korpus geklebt oder zum Teil sogar ins Plastik eingeschmolzen ist. Abgesehen von Eigenkreationen gibt es hier zwei Varianten: Zirkuskeulen haben etwa daumenbreite Streifen parallel zur Achse auf dem Korpus. Fast immer sind es silberne Streifen auf einem farbigen Korpus. Als „Euro“ oder europäisches Deko bezeichnet man zwei breite Streifen um die Enden des Korpus. Sie lassen nur etwa das dickste Drittel des Korpus frei, wie auf dem Bild oben.
Zirkusdeko findet man fast nur auf schlanken Keulen, europäisches Deko vor allem auf dickeren Keulen. Darüber hinaus haben Jongleure die Möglichkeit, mit andersfarbigen Klebestreifen, Knobs und Tops ihre ganz persönliche Keule zu kaufen oder selbst zu dekorieren, um so ein einzigartiges Gerät zu besitzen.

## Keulenjonglage

### Wurfjonglage
Viele Kunststücke sind mit Bällen, Keulen und Ringen gleichermaßen möglich. Keulen nehmen mehr Raum in der Luft ein als Ringe und Bälle, weshalb es leichter zu Kollisionen kommt. Außerdem sind sie nicht mehr kugelsymmetrisch, sondern müssen gerade mit dem Griff zur Hand zeigen, damit sie aufgefangen werden können. Aus diesen beiden Gründen sind Tricks mit Keulen oft schwieriger. Dies sieht man auch daran, dass die Objektzahl der Weltrekorde deutlich niedriger ist:

#### Weltrekorde
- 9 Keulen - 11 Catches - Eivind Dragsjø (2016)
- 8 Keulen - 16 Catches - Anthony Gatto (2006) und Willy Colombaioni (2015)
- 7 Keulen - 4 Minuten 12 Sekunden - Anthony Gatto (2005)
- 6 Keulen - 7 Minuten 38 Sekunden - Anthony Gatto (2005)
- 5 Keulen - 53 Minuten 21 Sekunden - Thomas Dietz (2005)

### Keulenspezifische Tricks
Viele Keulentricks lassen sich nicht oder nur schwer auf Bälle und Ringe übertragen. Schon seit langem werden Keulen und andere Stäbe balanciert. Oft wird während des Balancierens einer Keule mit weiteren Objekten jongliert.
Einige Tricks sind mit Keulen deutlich einfacher als mit anderen Objekten, dazu zählt vor allem das Werfen hinter dem Rücken und durch die Beine. Die zusätzliche Freiheit, die Zahl oder auch Richtung der Rotation der Keule zu beeinflussen, ermöglicht viele Tricks, die zwar mit Ringen und Bällen denkbar, aber nicht sichtbar sind. Der Wurf einer Keule ganz ohne Drehung wird wie im Englischen als flat bezeichnet. Bei flat fronts bleiben die Keulen insgesamt in einer Ebene senkrecht zur Blickrichtung, also senkrecht zur normalen Keulenjonglage, wodurch die Figur sehr groß wird, so dass die Keulen aneinander vorbeifliegen können. Helicopters rotiert man waagerecht, parallel zum Boden und nehmen so auch einen großen Flugraum ein, um nicht aneinander zu stoßen. Mithilfe der nur bei Keulen möglichen Hebelwirkung ist es möglich, Keulen mit dem Fuß in die Luft zu katapultieren. Auch beim Rollen der Keule über den Körper, vor allem über den Kopf, sind ganz eigene, keulenspezifische Tricks möglich.
Vor allem in jüngerer Zeit wurden die Eigenheiten unterschiedlicher Jonglierobjekte von modernen, kreativen Jongleuren erforscht. Seitdem erfreuen sich mit Keulen einige neue Gruppen von Tricks zunehmender Beliebtheit, so wie das Einklemmen von Keulen zwischen dem Unterarm und einer weiteren Keule, in Ellenbogen, Kniekehle oder unter dem Arm. Auch das bewusste Fangen der Keule am Korpus gehört heute zu vielen kreativen Jonglagen, während es früher nur als Fehler wahrgenommen wurde.
Es gab bereits verschiedene sehr experimentelle Versuche des Umbauens einer Keule, um neue Illusionen und Effekte zu erzielen. So wurde beispielsweise in den Knob, dem untersten Teil der Keule, kleinen Magneten eingebaut. Diese ermöglichten dann ein Fangen einzelner Keulen nur durch das Berühren von anderen Magnet-Keulen.

### Passen
Unter Passen versteht man das Jonglieren mit mehreren, wobei sich die Jongleure gegenseitig Objekte zuwerfen. Dies ist zwar mit allen Objekten möglich, Keulen sind aber hier etwas populärer als andere Objekte.

### Volleyclub
Volleyclub ist ein auf Jonglierconventions verbreiteter Mannschaftssport, der auf einem Volleyballfeld und mit stark an Volleyball angelehnten Regeln, aber mit Keulen gespielt wird. Dabei wird anstelle eines Volleyballes, der von einer Seite zur anderen gespielt wird, mit einer Jonglierkeule gespielt, die immer im Jonglieren aufgenommen und aus diesem auch wieder herausgeworfen werden darf.

### Combat / Fight Club
Combat ist ein ebenfalls auf Jonglierconventions anzufindender Sport, der entweder als Elimination (Alle gegen Alle) oder als one on one gespielt wird. Hierbei geht es darum die 3-Keulenkaskade des Gegners zu stören (z. B. durch Wegschlagen oder Fangen einer seiner Keulen).
Ein weiterer Name für Combat ist "Fight Club". Diesen erhält der Sport vor allem durch das abendliche Event "Fight Night", die jährlich auf der weltgrößten Jonglierconvention EJC durchgeführt wird. Dabei wird ein Turnier veranstaltet, bis schließlich der Gewinner des Duells im Finale der Sieger der diesjährigen Fight Night im Fight Club oder Combat ist.